# ヘンリー・ニコラス・リドリー

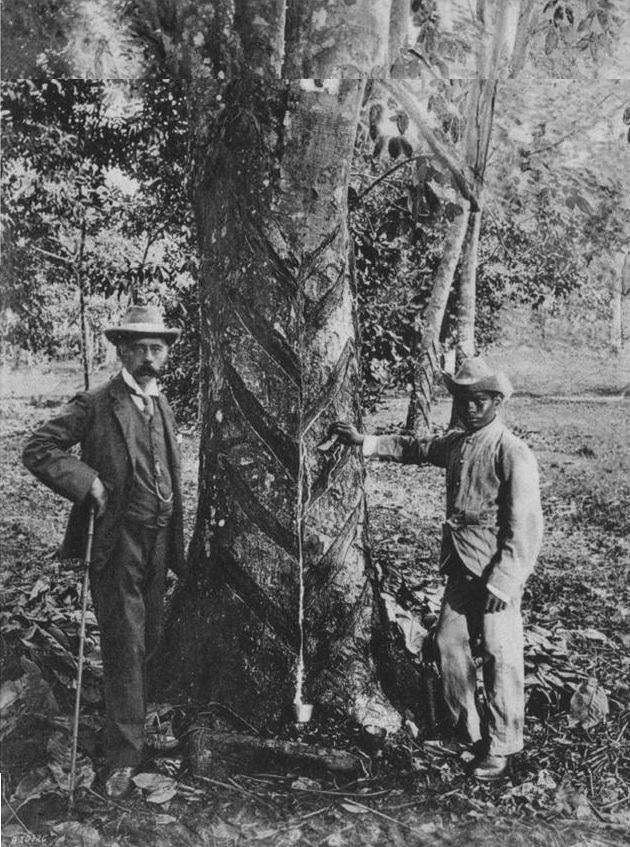
ヘンリー・ニコラス・リドリー

ヘンリー・ニコラス・リドリー（Henry Nicholas Ridley CMG, MA , FRS, FLS, F.R.H.S.、1855年12月10日 - 1956年10月23日）は、イギリスの植物学者、地質学者である。マレー半島でゴム産業のために働いたことで知られる。

## 生涯
ノーフォークのハーリング・ホールで生まれた。1877年にオックスフォード大学のエクセター・カレッジを卒業した。1881年にロンドン・リンネ協会の会員になり、1907年に王立協会の会員に選ばれた。1880年から1888年まで大英博物館で働いた。1887年にはブラジルのフェルナンド・デ・ノローニャの探検を行った。1888年から1911年の間、シンガポール植物園の最初の園長を務めた。ゴムの商業栽培を推進し、1895年にゴムノキに深刻なダメージを与えずに樹液を採取する「タッピング」（樹皮の皮質部に切りつけをつける方法）を発見した。マレー半島に20年間住み、1930年に長年の観察と文献調査を行って影響力のある包括的な著書を出版し、マレー半島にゴム産業の定着させた人物とされる。1911年に引退してイギリスに戻り、後半生はイギリスで暮らした。1950年にリンネ協会からリンネ・メダルを受賞した。

## 著書
- (1889-19-01), Botanical papers, Singapore: Royal Asiatic Society, Straits Branch  Check date values in: |date= (help)
- (1889), Report on the destruction of coco-nut palms by beetles, Singapore: the Government Printing Office
- (1897), "Malay plant names", The Journal of the Straits Branch of the Royal Asiatic Society (Royal Asiatic Society) 30: 32–120 [S.l.]
- The story of the rubber industry, with an appendix by L. Lewton-Brain, showing the growth of the rubber industry in Malaya from 1905 to 1912, London: Waterlow
- (1907), Materials for a flora of the Malayan Peninsula, Singapore: the Methodist Pub. House
- (1909), The Scitamineae of the Philippine Islands, Manila: Bureau of Printing
- (1912), Spices, London: Macmilla
- (1922-25), Flora of the Malay Peninsula, Vols 1-5, London: L. Reeve & co.  Check date values in: |date= (help)
- (1930), The Dispersal of Plants Throughout the World, Ashford, Kent: L. Reeve & Co